# 쭌이시
쭌이(준의, 중국어 간체자: 遵义, 정체자: 遵義, 병음: Zūnyì)는 중화인민공화국 구이저우성의 지급시이다.

## 지리
구이저우 성의 북부에 위치하고 동쪽으로 퉁런 지구, 남쪽으로 첸둥난 먀오족 동족 자치주, 첸난 부이족 먀오족 자치주, 구이양 시, 서쪽으로 비제 지구, 북쪽으로 쓰촨성 루저우 시, 충칭 직할시에 접한다.

## 기후
| 쭌이시의 기후                                                 | 쭌이시의 기후 | 쭌이시의 기후 | 쭌이시의 기후 | 쭌이시의 기후 | 쭌이시의 기후 | 쭌이시의 기후 | 쭌이시의 기후 | 쭌이시의 기후 | 쭌이시의 기후 | 쭌이시의 기후 | 쭌이시의 기후 | 쭌이시의 기후 | 쭌이시의 기후 |
| 월                                                            | 1월           | 2월           | 3월           | 4월           | 5월           | 6월           | 7월           | 8월           | 9월           | 10월          | 11월          | 12월          | 연간          |
| ------------------------------------------------------------- | ------------- | ------------- | ------------- | ------------- | ------------- | ------------- | ------------- | ------------- | ------------- | ------------- | ------------- | ------------- | ------------- |
| 역대 최고 기온 °C (°F)                                        | 26.4 (79.5)   | 31.1 (88.0)   | 33.0 (91.4)   | 37.6 (99.7)   | 36.5 (97.7)   | 35.1 (95.2)   | 37.6 (99.7)   | 38.7 (101.7)  | 36.6 (97.9)   | 33.2 (91.8)   | 28.0 (82.4)   | 24.7 (76.5)   | 38.7 (101.7)  |
| 일평균 최고 기온 °C (°F)                                      | 7.5 (45.5)    | 10.6 (51.1)   | 15.5 (59.9)   | 21.1 (70.0)   | 24.8 (76.6)   | 27.1 (80.8)   | 30.1 (86.2)   | 30.3 (86.5)   | 26.7 (80.1)   | 20.2 (68.4)   | 15.7 (60.3)   | 9.9 (49.8)    | 20.0 (67.9)   |
| 일일 평균 기온 °C (°F)                                        | 4.7 (40.5)    | 7.1 (44.8)    | 11.1 (52.0)   | 16.3 (61.3)   | 20.0 (68.0)   | 22.9 (73.2)   | 25.4 (77.7)   | 25.1 (77.2)   | 21.8 (71.2)   | 16.5 (61.7)   | 12.0 (53.6)   | 6.8 (44.2)    | 15.8 (60.5)   |
| 일평균 최저 기온 °C (°F)                                      | 2.8 (37.0)    | 4.9 (40.8)    | 8.2 (46.8)    | 13.0 (55.4)   | 16.6 (61.9)   | 19.8 (67.6)   | 22.0 (71.6)   | 21.4 (70.5)   | 18.4 (65.1)   | 14.1 (57.4)   | 9.6 (49.3)    | 4.7 (40.5)    | 13.0 (55.3)   |
| 역대 최저 기온 °C (°F)                                        | −7.1 (19.2)   | −5.4 (22.3)   | −3.2 (26.2)   | 1.6 (34.9)    | 7.5 (45.5)    | 10.9 (51.6)   | 13.7 (56.7)   | 14.7 (58.5)   | 9.4 (48.9)    | 3.8 (38.8)    | −1.2 (29.8)   | −5.5 (22.1)   | −7.1 (19.2)   |
| 평균 강수량 mm (인치)                                         | 24.8 (0.98)   | 22.6 (0.89)   | 39.0 (1.54)   | 78.0 (3.07)   | 132.5 (5.22)  | 204.1 (8.04)  | 168.4 (6.63)  | 109.1 (4.30)  | 77.3 (3.04)   | 100.4 (3.95)  | 41.1 (1.62)   | 24.7 (0.97)   | 1,022 (40.25) |
| 평균 강수일수 (≥ 0.1 mm)                                      | 15.3          | 14.0          | 16.3          | 16.6          | 18.3          | 16.9          | 12.8          | 10.9          | 12.0          | 16.5          | 12.5          | 13.4          | 175.5         |
| 평균 강설일수                                                 | 5.9           | 2.5           | 0.4           | 0             | 0             | 0             | 0             | 0             | 0             | 0             | 0             | 1.7           | 10.5          |
| 평균 상대 습도 (%)                                            | 80            | 78            | 77            | 76            | 76            | 79            | 75            | 73            | 74            | 80            | 80            | 79            | 77            |
| 평균 월간 일조시간                                            | 28.8          | 36.5          | 64.8          | 88.6          | 104.1         | 93.6          | 155.6         | 170.1         | 122.9         | 66.0          | 59.0          | 37.9          | 1,027.9       |
| 가능 일조율                                                   | 9             | 12            | 17            | 23            | 25            | 23            | 37            | 42            | 34            | 19            | 18            | 12            | 23            |
| 출처: 중국기상국 (평년값: 1991년~2015년, 극값: 1971년~2000년) |               |               |               |               |               |               |               |               |               |               |               |               |               |

## 역사
춘추시대, 쭌이 지구는 장가(牂柯), 파(巴), 촉(蜀), 별(鱉), 습(鰼) 등의 땅으로, 전국시대에는 야랑국(夜郎國)의 지배하에 있었다.
1935년, 중국 공산당은 이 땅에서 쭌이 회의를 개최하였다. 당 중앙의 친방셴(보구)과 오토 브라운이 비판을 받아 마오쩌둥이 당내의 군사 지도권을 장악 했다. 1997년 6월 10일에 쭌이 시(지급시)가 승격되어 설립되었다.

## 경제
쭌이는 구이저우 성 북부의 경제 상업 중심지이다. 도시의 GDP는 성 전체의 4분의 1을 차지한다.

## 행정 구역
3개의 시할구, 2개의 현급시, 7개의 현, 2개의 자치현을 관할한다.
시할구
- 훙화강 구(红花岗区)
- 후이촨 구(汇川区)
- 보저우 구(播州区)

현급시
- 런화이 시(仁怀市)
- 츠수이 시(赤水市)

현
- 퉁쯔 현(桐梓县)
- 쑤이양 현(绥阳县)
- 정안 현(正安县)
- 펑강 현(凤冈县)
- 메이탄 현(湄潭县)
- 위칭 현(余庆县)
- 시수이 현(习水县)

자치현

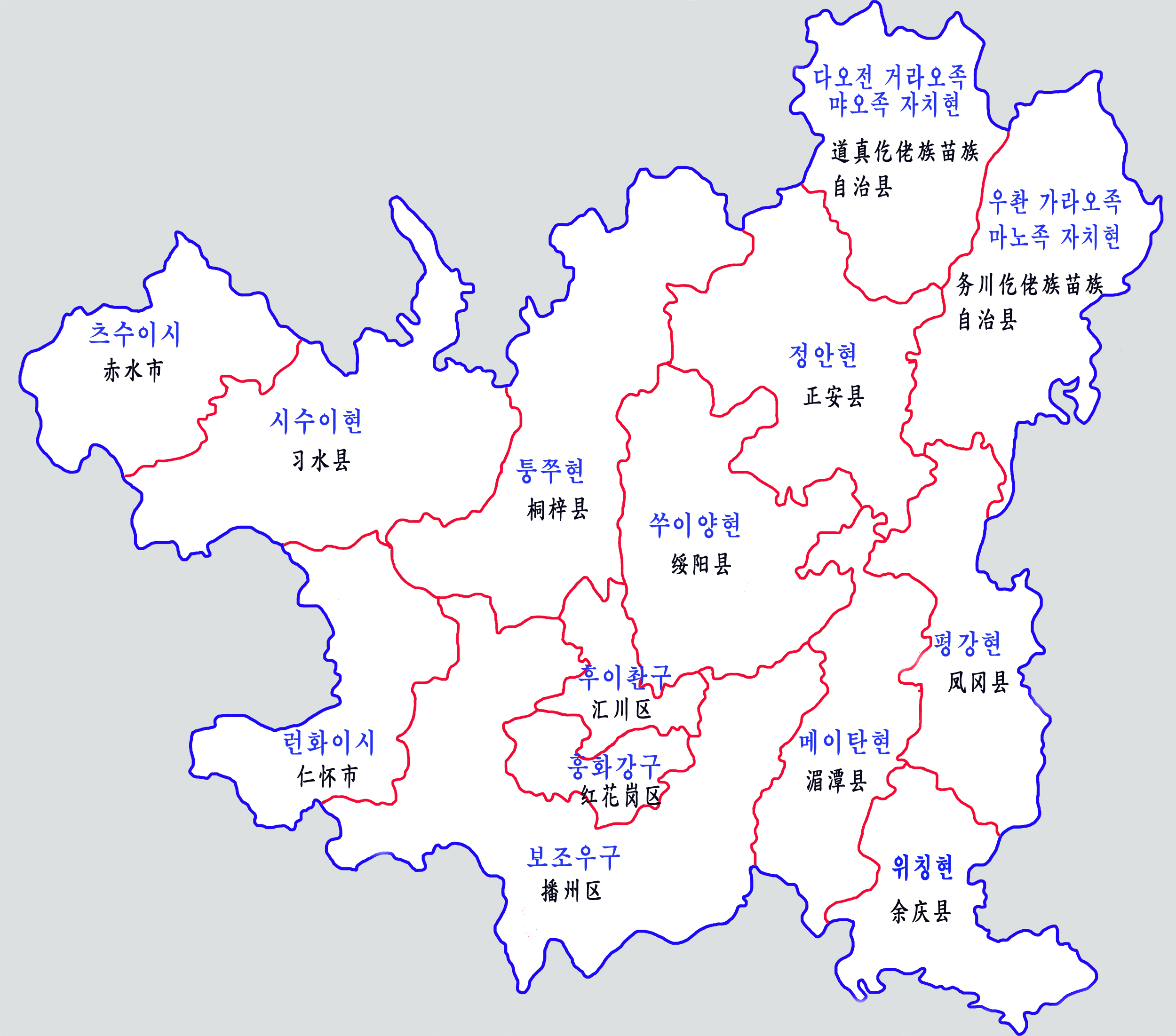
쭌이시 현급구역

- 다오전 거라오족 먀오족 자치현
(道真仡佬族苗族自治县)
- 우촨 거라오족 먀오족 자치현
(务川仡佬族苗族自治县)

## 교통
- 쭌이 공항(遵義空港)
- 촨첸 철도(川黔鐵道)